# Los Titanes (Uruguay)
Los Titanes ist eine Ortschaft in Uruguay.

## Geographie
Los Titanes befindet sich auf dem Gebiet des Departamento Canelones in dessen Sektor 8. Sie liegt an der Küste des Río de la Plata zwischen dem westlich angrenzenden San Luis und dem östlich anschließenden La Tuna. Durch die nordöstliche Spitze des Ortes führt der Arroyo de la Tuna.

## Infrastruktur
Der Ort liegt an der Ruta Interbalnearia an deren Kilometerpunkt 66.

## Einwohner
Die Einwohnerzahl Los Titanes' beträgt 153 (Stand: 2011).
| Jahr | Einwohner |
| ---- | --------- |
| 1963 | 50        |
| 1975 | 61        |
| 1985 | 82        |
| 1996 | 112       |
| 2004 | 106       |
| 2011 | 153       |

Quelle: Instituto Nacional de Estadística de Uruguay